# Grundschuldidaktik
Grundschuldidaktik ist die auf das Unterrichten und Erziehen, auf das Lehren und Lernen in den ersten vier Jahren der Institution Schule ausgerichtete Technik, Kunst und Wissenschaft.

## Begriff

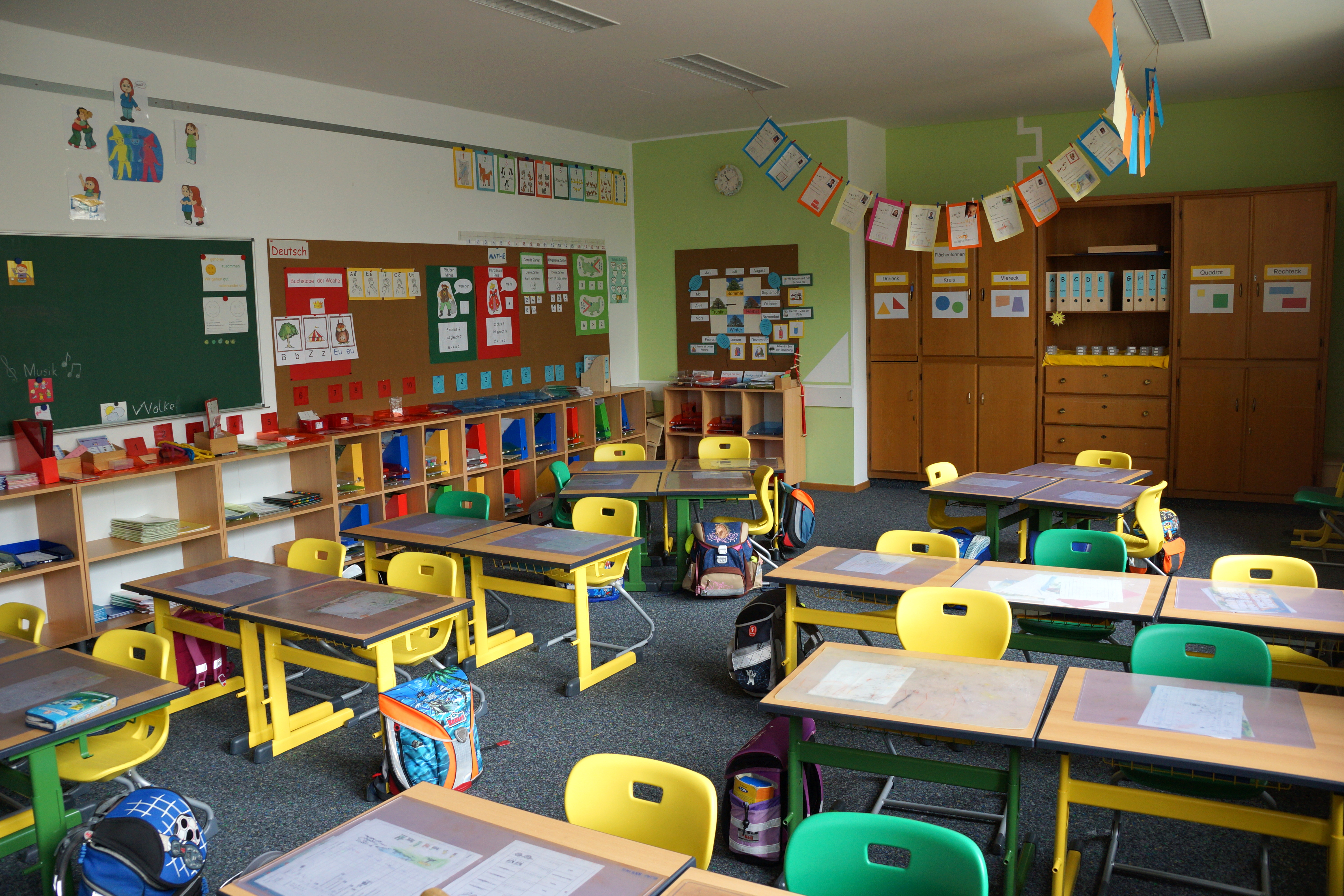
Klassenzimmer einer Grundschule 2013 (Neumarkt in der Oberpfalz)

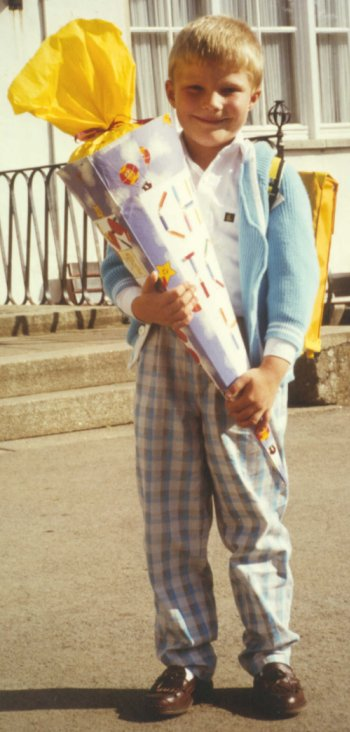
Schulanfänger mit Schultüte

Unter einer Grundschule (englisch Elementary oder Primary School, italienisch scuola primaria, früher scuola elementare) versteht man im deutschsprachigen Raum eine allgemeinbildende verpflichtende „Primarschule“, die von allen etwa sechs- bis zehnjährigen Kindern in den unteren Schulklassen eins bis vier ihrer Schullaufbahn besucht werden muss. Grundschuldidaktik ist eine Wortbildung aus den Begriffen „Grundschule“ und altgriechisch didaktikè téchne. Sie bedeutet „Technik“, „Kunst“, „Wissenschaft“ des Lehrens und Lernens im Aufgabenfeld der vierjährigen Eingangsphase der Lerninstitution Schule.

## Allgemeine Sinngebung der Grundschuldidaktik
Der römische Philosoph Lucius Annaeus Seneca kritisierte in einem Brief an den fünf Jahre jüngeren Equesten (Ritter) Lucilius Iunior die Pervertierung des Bildungsauftrags an den Philosophenschulen seiner Zeit mit den Worten Non vitae, sed scholae discimus („Nicht für das Leben, sondern für die Schule lernen wir“). Er legte damit seinem Briefpartner in den Mund, dass es eigentlich genau umgekehrt sein müsse, nämlich Non scholae, sed vitae discimus („Nicht für die Schule, sondern für das Leben lernen wir“), dass schulisches Lernen also kein Selbstzweck sein, keine leere „Schulweisheit“ produzieren dürfe, sondern Lebensbezug haben und auf die Erfordernisse des Erwachsenseins vorbereiten müsse. Diese Erkenntnis findet sich heute in den richtungweisenden Didaktischen Prinzipien „Lebensnähe“ und „Aktualität“ wieder, die auch für die heutige Grundschuldidaktik Geltung haben.
Die Kultusministerkonferenz der Länder (KMK) fixiert im Vorwort zu ihren „Empfehlungen“ an die Curriculumplaner der deutschen Bundesländer den Status der Grundschulen im Bildungsgeschehen und formuliert den Auftrag, den die Grundschuldidaktik zu leisten hat:
„Die Grundschule schließt an den vorausgehenden Lern- und Entwicklungsprozess im Elternhaus und der frühkindlichen Bildung und Erziehung in Kindertageseinrichtungen oder in der Kindertagespflege an. Sie ermöglicht den Erwerb grundlegender Kompetenzen, auf denen der Unterricht der weiterführenden Schulen verlässlich aufbauen kann.“
Der Bildungsplan von Baden-Württemberg aus dem Jahre 2016 schließt sich dieser Vorgabe an und formuliert konkreter:
„Die Grundschule ist die gemeinsame Grundstufe des Schulwesens. Sie vermittelt Grundkenntnisse und Grundfertigkeiten. Ihr besonderer Auftrag ist gekennzeichnet durch die allmähliche Hinführung der Schülerinnen und Schüler von den spielerischen Formen zu den schulischen Formen des Lernens und Arbeitens.“

## Grundschuldidaktik und Schuldidaktik
Schuldidaktik ist der Oberbegriff für die einzelnen Didaktikformen und speziellen Unterrichtsweisen, die auf die verschiedenartigen Schularten ausgerichtet sind. Sie gliedert sich etwa in „Grundschuldidaktik“, „Sonderschuldidaktik“, „Gymnasialdidaktik“ oder „Berufsschuldidaktik“. Zielsetzungen, Inhalte und Aufgaben, Methoden, Organisationsformen und Evaluationsinstrumente unterscheiden sich erheblich, ob die Lehr- und Lernprozesse in einer Grundschule, in einer Hauptschule, in einer Realschule, in einem Gymnasium, in einer Wirtschaftsschule oder in einer Offizierschule stattfinden, ob beispielsweise mehr das Vermitteln von speziellem Fachwissen oder auch Erziehungs- und Bildungsaufgaben anstehen. Sie unterscheiden sich in der sach- und adressatengerechten Gestaltung von Lehr- und Lernprozessen, bei denen didaktisch kompetente Personen als Lehrende und Schüler als Lernende miteinander verbunden sind. Ein kompetenter Gymnasiallehrer ist aufgrund der andersartigen Bildungsansprüche und Lehrweise nicht automatisch auch ein guter Grundschullehrer und umgekehrt. Bildungsziele und Arbeitsweisen unterscheiden sich beträchtlich. Schuldidaktiker haben allgemein die Aufgabe, eine für ihre spezielle Klientel angemessene Lehrweise zu finden und zu praktizieren. Sie haben aber auch den Auftrag, die Schüler beim Lernen zu begleiten und zu beraten. Sie sollen zudem das Lernen lehren mit dem Ziel, die Heranwachsenden zunehmend aus der Abhängigkeit von der Lehrkraft zu lösen und zu einem lebenslangen selbstständigen Lernen zu führen. Stufen- und Schulartenlehrer bedürfen, ähnlich wie die angehenden Ärzte in den einzelnen Sparten der Medizinerausbildung, einer speziellen Befähigung über die Lehrerbildung. Sie ist in den Curricula der Hochschulen in den unterschiedlichen Studiengängen entsprechend vorstrukturiert.
In der allgemeinbildenden Grundschule sollen grundlegende Lern- und Arbeitsweisen, sollen elementare Umgangsformen wie das Miteinander-Verkehren in der Partnerschaft, in Kleingruppen und im Klassenverband, sollen erste Kulturtechniken wie Lesen, Schreiben, Rechnen, Zeichnen, Konstruieren, Sich-Bewegen, sollen ästhetische, lebenskundliche, religiöse Themen erarbeitet werden, die das Fundament der weiterführenden Schulbildung sein sollen. Der Grundschulunterricht ist kindgemäß weitestgehend vorfachlich ganzheitlich strukturiert, weil das Grundschulkind noch nicht in abstrakten Fächerkategorien denkt und denken soll, sondern an Lebensfragen interessiert ist. Es ist ein „Erlebnislernen“, das nicht einseitig kopfzentriert, sondern mehrdimensional auf ein Lernen mit allen Sinnen angelegt ist.
Im Unterschied zur Grundschuldidaktik können und müssen in den weiterbildenden Schulen von ihrem Bildungsanspruch her höhere Ansprüche an das Auffassungsvermögen, an die abstrakte Denkleistung, an die Eigenmotivation, an die Lerngeschwindigkeit, an die Methoden und Arbeitsformen sowie an strengere Prüfverfahren des Lernfortschritts gestellt werden. Der in der Grundschule noch vorherrschende Spielcharakter verändert sich zunehmend in Richtung zielgerichteten selbstständigen Arbeitens im Rahmen der anspruchsvollen spezialisierten Fachdidaktiken.

## Grundschuldidaktik und Allgemeine Didaktik
Die Grundschuldidaktik ist eine stufen- und schulartbezogene Unterrichtslehre. Sie arbeitet unter den Vorgaben der „Allgemeinen Didaktik“. Als „Wissenschaft vom Lehren und Lernen“ legt die Allgemeine Didaktik allgemeingültige Grundsätze und Regeln fest, die für jedes wissenschaftsbasierte Lehren und Lernen und sämtliche Fachwissenschaften Geltung haben. Es handelt sich nicht um inhaltliche, gar ideologische, sondern um formale Vorgaben wissenschaftsgerechten Unterrichtens, wie etwa die Prinzipien „Altersgerechtigkeit“, „Lebensnähe“, „Ganzheitlichkeit“, „Anschaulichkeit“, „Vorbildwirkung“, „Progression“, „Differenzierung und Strukturierung“, „Wiederholung und Variation“, „Selbsttätigkeit“, „Sicherheit“, „Systematik und Konsequenz“, „Aktualität“, „Individuation und Sozialisation“. Die Allgemeine Didaktik liefert das Basiswissen, das Lehrer aller Schularten benötigen, um auf wissenschaftlichem Niveau erziehen und bilden zu können. Die Grundschuldidaktik entwickelt daraus eine spezielle Didaktik für die Anfangsjahre jeder Schulkarriere. Allgemeine Didaktik wie Grundschuldidaktik sind dabei keine „Abbilddidaktiken“, die Fachwissen und Fachkönnen bildgleich an die Lernenden weitergeben. Sie agieren vielmehr im Konzert des sogenannten Didaktischen Dreiecks, in dessen Verbund die Fachwissenschaften nur ein Bezugspunkt sind und die Bedürfnisse der Schüler, die Ausrichtung der Lehrkraft sowie die Erziehungsansprüche der Gesellschaft weitere Komponenten darstellen. Didaktik vermittelt keine bloße Adaption von Wissensstoffen, sondern eine kritische Auseinandersetzung und eine persönlichkeitskonforme Aneignung, die nicht erzwungen werden kann. Die Grundschuldidaktik folgt dabei dem von der Allgemeinen Didaktik vorgegebenen Strukturschema:
- Lernvoraussetzungen erheben

Vor der Lehr- und Lernplanung mit den Schulanfängern gilt es, eine empirische Bestandsaufnahme des bereits vorhandenen Wissens- und Könnensstandes vorzunehmen, der aus dem Elternhaus bzw. der Vorschuleinrichtung mitgebracht wird. Daran werden die angestrebten Bildungsprozesse angeknüpft, und auf seiner Grundlage ergeben sich dann die realitätsgerechten Zielsetzungen für die einzelnen Kinder. Grundschuldidaktik orientiert und organisiert sich im Rahmen des didaktischen Dreiecks in erster Linie „vom Kinde aus“. Hierzu sind seitens der Lehrkraft fundierte experimentalpsychologische, aber auch lern-, entwicklungs- und sozialpsychologische Vorkenntnisse notwendig.
- Zielvorgaben erstellen

Die Grundschule ist eine staatliche Einrichtung mit dem Anspruch professionellen Lehrens und systematischen Lernens. Die zu erreichenden Lernziele sind zwar in den jeweiligen Grundschullehrplänen vorgegeben, lassen sich aber nicht immer unreflektiert übernehmen, da sie der Realität vor Ort oft nicht standhalten, die Kinder somit unter-, aber auch überfordern können. Die Lehrkraft ist daher gehalten, entsprechend dem erhobenen Sachstand die angemessenen Ziele für die ihr anvertrauten Kinder zu formulieren. Die Grundschuldidaktik ist darauf angelegt, in das effektive Lernen einzuführen. Sie hat die Kinder bei der Kindergartenpädagogik abzuholen und schrittweise auf die Fächerorientierung der weiterbildenden Schulen vorzubereiten. Grundschuldidaktik betreibt daher weder eine selbstgenügsame Spielbeschäftigung noch eine fachdidaktische Ausbildung, hat aber bereits ein zielorientiertes Lernen zu vermitteln. So gibt die Kultusministerkonferenz der Länder den Grundschulen vor:
„Spielendes Lernen und lernendes Spielen ist Bestandteil des Anfangsunterrichts und wird von Beginn an zu einem zielorientierten Lernverhalten geführt.“
- Inhalte auswählen

Die Lernstoffe der Grundschule sind dem Lernbedarf und den Interessen der Kinder entsprechend vielfältig. Die Lehrpläne verordnen daher keine festen Lerninhalte, sondern belassen es bei Beispielen und Vorschlägen, sodass der einzelnen Lehrkraft ein großer Spielraum bleibt für die konkrete Auswahl. Sie entwickeln sich aus den Sachnotwendigkeiten des Lernfortschritts und der Interessenbildung von Kindern, Lehrern und Eltern im Laufe der Lernprozesse.
- Methoden anpassen

Grundschüler sind keine kleinen Erwachsenen. Sprachgebung, Wortwahl, Intonation und Sprechgeschwindigkeit, aber auch der Körperausdruck in Mimik und Gestik sind im Grundschulunterricht andere als in der Oberstufe des Gymnasiums oder in der Berufsschule. Die Länge der Unterrichtseinheiten, die Pausengestaltung, das Lerntempo, die Schülerzuordnung müssen flexibel gehandhabt werden. Die Inhalte müssen kindgerecht stark vereinfacht, wenig abstrakt, kopfbetont und theoretisch, vielmehr bildhaft und mit allen Sinnen wahrnehmbar dargeboten werden. Das Lernen erfolgt weitestgehend spielerisch, praktisch handelnd, erkundend und ohne jede Hektik. Es hat sich als sinnvoll erwiesen, das Unterrichtsangebot methodisch in Module zu gliedern.
- Organisationsformen bestimmen

Der Klassenverband ist zunächst für alle Kinder ein neuer, noch unbekannter Rahmen, in dem sie künftig leben und lernen sollen. Er fasst aus lernökonomischen Gründen eine größere Anzahl von Kindern etwa gleichen Alters und ähnlichen Entwicklungsstandes zusammen. Zum effektiven Lernen bedarf es jedoch kleinerer Einheiten, die dem noch wenig entwickelten kindlichen Sozialvermögen entsprechen. Das sind im Anfangsunterricht zunächst die Zweierpartnerschaft und die Kleingruppe. Größere Gruppenbildungen überfordern noch den gegenseitigen Kommunikationsaustausch. Klassengespräche bedürfen einer stringenten Führung durch die Lehrkraft, auf welche die Kinder in der Regel noch stark fixiert sind.
- Evaluationsinstrumente erstellen und anwenden

Jedes systematische Lehren und Lernen braucht außer einer klar definierten Zielaussage auch einer Ergebnisfeststellung nach Abschluss der Lernprozesse. Ohne eine solche Lernkontrolle verliefe das Lernen im Beliebigen und würde keinen sinnvollen Aufbau ermöglichen. Der Didaktiker Siegbert A. Warwitz vergleicht das „verspielte“ Lernen ohne klare Zielvorstellungen und Lernkontrollen mit der plan- und orientierungslosen Fahrt eines Seglers auf dem Ozean, der auf dem Wasser herumdümpelt und nicht weiß, wo er ist, wo er hin will und wo er schließlich anlandet. Die didaktisch unverzichtbare Feststellung der Lernergebnisse erfolgt in der Grundschule noch auf spielerische Weise, etwa in Quizform oder als Präsentation des Gelernten vor der Klasse. Es zählt weniger das noch fehlende als das schon erreichte Wissen und Können. So müssen etwa zum Erlangen des Fußgängerdiploms mindestens zwölf Gutpunkte für richtiges Verhalten im Straßenverkehr angesammelt werden.

## Grundschuldidaktik und Fachdidaktik
Grundschulunterricht ist nicht identisch mit Fachunterricht und Grundschuldidaktik entsprechend nicht mit Fachdidaktik gleichzusetzen. Sie erschöpft sich auch nicht in einer Addierung von Fachdidaktiken. Die Mathematikdidaktik, die Literaturdidaktik, die Sportdidaktik oder die Verkehrsdidaktik befassen sich als spezialisierte Wissenschaften mit den Vermittlungsprozessen ihres hoch anspruchsvollen und komplexen Wissensgebietes. Dabei ist schon die Verwendung ihrer Begrifflichkeit wie „Mathematik“, „Arithmetik“, „Geometrie“, „Leichtathletik“, „Linguistik“ oder „Mobilität“ im Grundschulbereich in ihrer Verwissenschaftlichung unkindgemäß und entsprechend verfehlt.
Charakteristisch für die Grundschuldidaktik ist vielmehr ein „vorfachliches“ bzw. „fächerübergreifendes“ Arbeiten in Form eines „Gesamtunterrichts“, das lediglich Elemente der Fachdisziplinen in stark vereinfachender Form extrahiert und nutzt.  In ihren Empfehlungen für den Grundschulunterricht hält die KMK in Kap. 2.6 fest: „Im Kontext aller Fächer ist fachübergreifendes und fächerverbindendes Arbeiten handlungsleitend“.
Im Grundschulunterricht werden in kreativen Betätigungsformen elementare Kulturtechniken vermittelt wie Lesen, Schreiben, Rechnen, Singen, Musizieren, Laufen, Klettern, Tanzen, Basteln, Malen, Erzählen, Gestalten, Modellieren, Konfigurieren usw.  Darüber hinaus hat Grundschuldidaktik auch einen Erziehungsauftrag, der sich aus dem Zusammenleben in der Schul- und Klassengemeinschaft ergibt. Es geht um das charakterbildende Lernen von Verhaltensregeln, die das respektvolle, friedliche Zusammenleben miteinander garantieren, wie Zuhören, Ausredenlassen, Spielregeln kennen und einhalten. Es geht um die Vermittlung von „Charaktertugenden“, wie Fairness, Mut, Zivilcourage, Pünktlichkeit, Solidarität, Hilfsbereitschaft oder um Fähigkeiten der Selbstorganisation, von Lerntechniken und Verwertungsstrategien, die nicht an bestimmte „Fächer“ gekoppelt sind. Es geht auch um den Erwerb von Zivilisationstechniken wie den Umgang mit den neuen Medien, mit dem Straßenverkehr, mit der eigenen Sicherheit und Gesundheit oder mit öffentlicher Sauberkeit und mit Müllproblemen. Die Autorin Ricarda Stroetzel hat beispielsweise unter der Themenstellung „Einfälle statt Abfälle“ mit Zweitklässlern das Problem der Müllverwertung aufgegriffen und mit ihnen – auch lehrreich für die Eltern – gezeigt, wie mit Phantasie und Kreativität aus scheinbar wertlosem Müll wertvolles Spielzeug und attraktive Spielformen entstehen können. Die Lehramtsanwärterin P. Wegener hat in praktischen Unterrichtsversuchen überprüft, wie Erstklässler auf spielerische Weise in einem fächerübergreifenden Projekt zu selbstständigen Fußgängern werden können, die sich nach bestandenem „Fußgängerdiplom“ selbstbewusst in der Lage fühlen, ohne Elterntaxi und ohne „Babysitting durch Helikoptereltern“ ihren Schulweg in eigener Regie zu gestalten.
Weil der Fächergliederung in der Grundschuldidaktik noch keine große Bedeutung zukommt, gilt im europäischen Schulsystem in der Regel auch das sogenannte Klassenlehrerprinzip, nach dem jeder Grundschulklasse ein bestimmter Klassenlehrer zugeordnet wird, der diese Klasse möglichst die ganze Grundschulzeit hindurch begleitet und zumindest anfangs auch in der Mehrzahl der Lerngegenstände unterrichtet. Dies wird damit begründet, dass es für Kinder im Grundschulalter wichtiger ist, eine feste Bezugsperson zu haben und in eine Gemeinschaft hineinzuwachsen, als bereits ein spezialisiertes Wissen und Können vermittelt zu bekommen.

## Grundschuldidaktik und Hochschuldidaktik
Im Unterschied zur Hochschuldidaktik, deren Adressaten erwachsene Studierende sind, und deren Bildungsauftrag eine wissenschaftliche Förderung zu einer Berufsqualifizierung im akademischen Feld beinhaltet, hat es die Grundschuldidaktik mit Kindern zu tun, die erst eine elementare Ausbildung und Erziehung erfahren sollen.
Während die Hochschuldidaktik eine gewisse menschliche Reife und Kenntnisse im selbstständigen Arbeiten und Entscheiden voraussetzt, wozu auch die eigene Wahl des Studiengebietes, der Vorlesungen, Seminare und Praktika gehört, werden Schüler als Heranwachsende erst über strengere Reglementierungen, durch Fach- und Klasseneinteilungen, sukzessive an schwierigere eigene Entscheidungen und Arbeitsweisen herangeführt. Während „Erziehung“ in der Hochschuldidaktik kaum noch eine Rolle spielt, erfüllt sie bei Kindern eine wesentliche Funktion neben der sachlich-fachlichen Ausbildung. Es gilt als dem Bildungsauftrag der wissenschaftlichen Hochschulen abträglich, wenn deren Curricula – etwa um die Studienzeiten zu verkürzen – „verschult“ werden, weil sie die Entscheidungsfreiheiten der durch „Reifezeugnisse“ ausgewiesenen „Studenten“, die nach dem Abitur oder der Matura keine „Schüler“ mehr sein sollten, konterkarieren, weil sie die für die Berufsqualifizierung als Lehrer notwendige Selbstbestimmung behindern und die Studierenden praktisch weiterhin als Schüler behandeln. Die Grundschuldidaktik braucht hingegen eine Einschränkung der Entscheidungsfreiheiten der sonst überforderten Kinder.
Hochschuldidaktiker finden sich in einer Doppelrolle und vor der schwierigen Aufgabe, einerseits angehenden Lehrern die für sie wichtigen didaktischen Voraussetzungen für ihre Lehrpraxis vermitteln zu müssen, andererseits aber im Umgang mit ihnen keine Grundschuldidaktik praktizieren zu können, die dann nur zu kopieren und anzuwenden wäre. Studierende sind keine Kinder und lernen anders. Diese Schwierigkeit wird an fortschrittlichen Hochschulen didaktisch so gelöst, dass die Dozenten außer ihrer Hochschullehre in Vorlesungen und Seminaren die Studierenden auch in die Schulpraxis vor Ort und in gemeinsame Projekte begleiten. Die Autorinnen Nadine Kutzli und Sabine Weiß dokumentieren in der Reihe Projektunterricht in Schule und Hochschule z. B. ein komplexes Unterrichtsvorhaben zum Thema „Erlebnis Dschungel“, bei dem Hochschuldidaktik und Grundschuldidaktik miteinander verwoben wurden: Die Lehramtsanwärter lernten unter der Leitung ihrer Hochschullehrer in einem Seminar zunächst in Theorie und an Praxisbeispielen Sinngebungen, Lernvoraussetzungen, Zielsetzungen, Vermittlungstechniken, Organisationsformen und Evaluationsmechanismen der Unterrichtsform Projektunterricht kennen. Anschließend wurde das Gelernte gemeinsam in einem einwöchigen Unterrichtsvorhaben mit zwei Klassen eines dritten Schuljahrs und ihren Lehrern praktisch umgesetzt. Ziel war es, eine Sporthalle unter Einschluss aller Nebenräume und sämtlicher Geräte mit dem erworbenen Wissen in einen Dschungel zu verwandeln, der zum Klettern, Hangeln, Balancieren, Schaukeln einlud. Ein riesiges Tarnnetz der Bundeswehr schaffte die optisch schummrige Atmosphäre. Dschungelgeräusche gaben den akustischen Hintergrund, vor dem sich Dschungeltiere wie Tiger, Affen und krächzende Papageien tummelten, Indios ihre geheimen Riten zelebrierten. Der Wissensquiz in einer Felshöhle zeigte, welche Kenntnisse sich die Kinder im Laufe des Projektes angeeignet hatten, und dass ein afrikanischer Löwe sich wohl nur in den Dschungel verirrt haben konnte.

## Grundschuldidaktik und Curriculum
Die Curricula sollen eigentlich den Stand der didaktischen Forschung für die Umsetzung in der Praxis abbilden. Auch wenn die Curriculumerstellung, wie sie es soll, dem „Prinzip der permanenten Revision“ folgt, bleiben die aktuellen Lehrpläne jedoch oft hinter dem Erkenntnisstand der Zeit zurück. Ursächlich dafür sind die zwangsläufig langwierigen demokratischen Entscheidungsprozesse, aber auch die unterschiedlich orientierten Entscheidungsinstanzen: Politisch gewünschten Vorstellungen wird oft Vorrang eingeräumt gegenüber wissenschaftlichen Erkenntnissen. Beispiele dafür sind etwa die Auseinandersetzungen beim Thema Inklusion und die damit verbundene Einrichtung von heterogenen statt homogenen Klassenverbänden, die hoch umstrittene Digitalisierung des Grundschulunterrichts oder die Vernachlässigung des Lernbereichs Verkehrserziehung, deren mangelnder Präsenz in den neueren Ausbildungsplänen eine wesentliche Mitschuld an dem Misstrauen der Eltern in die Verkehrsbefähigung ihrer Kinder durch die Schule und das entsprechende Entstehen des Phänomens Elterntaxi zugeschrieben wird.